# Калитинская (Архангельская область)
Калитинская — деревня в Холмогорском районе Архангельской области.

## География
Находится в центральной части Архангельской области на расстоянии приблизительно 16 км на запад-северо-запад по прямой от районного центра села Холмогоры на левом берегу протоки Койдокурка реки Северная Двина.

## История
В 1859 году здесь (тогда деревня Архангельского уезда Архангельской губернии) было учтено 10 дворов. До 2022 года входила в Койдокурское сельское поселение до его упразднения.

## Население
Численность населения: 72 человека (1859 год), 113 (русские 99 %) в 2002 году, 79 в 2010.